# 天壘城七
摩羯座29，又名BD-15 5935，HD 202369、SAO 164263、HR 8128，是摩羯座的一颗恒星，视星等为5.28，位于銀經34.86，銀緯-38.69，其B1900.0坐标为赤經21h 10m 12.8s，赤緯-15° -38.69′ 14″。